# Stare Kozłowo
Stare Kozłowo – wieś w Polsce położona w województwie mazowieckim, w powiecie wyszkowskim, w gminie Somianka. Ma status sołectwa.
Mieszkańcy tej wsi to głównie rolnicy zajmujący się: uprawą ziemi, hodowlą bydła i trzody chlewnej.
W latach 1975–1998 miejscowość administracyjnie należała do województwa ostrołęckiego.
Wierni Kościoła rzymskokatolickiego należą do parafii św. Izydora w Woli Mystkowskiej.